# Etienne Stautemas
Etienne Stautemas (3 juli 1927 – 19 oktober 1998) was een Belgisch politicus en tuinontwerper.
Etienne Stautemas behaalde een graduaat ("A1") aan voormalige tuinbouwschool te Melle bij Gent, sedert 1995 onderdeel van de Hogeschool Gent. Hij was onder meer voorzitter van het toenmalige "Verbond Belgische Sierteelt" en later beheerder van de toen nog Nationale dienst voor afzet van land- en tuinbouwproducten (ndaltp), nu Vlaams Centrum voor Agro- en Visserijmarketing (Vlam).

## Bloementapijten
Hij introduceerde een nieuw afzetgebied voor de (vooral rond Gent gekweekte) begonia's: het bloementapijt. De begonia leende zich daar immers zeer goed voor:    
- vrij sterke bloem die houdbaar blijft ook bij slecht weer of sterke zonneschijn;
- rijke kleurenvariëteit: zowel felle heldere kleuren als zachtere pasteltinten.

Stautemas experimenteerde reeds vanaf de jaren 1950 met enkele kleinere bloemenfiguren. 
In 1965 legde hij in zijn thuisstad Zottegem zijn eerste groot bloementapijt. Hij verwierf op het gebied van aanleg en ontwerp van bloementapijten stilaan een nationale en internationale reputatie, in 1971 door de ontwerpen voor de Grote Markt van Brussel, later (ook met Zottegems opvolger-ontwerper Marc Schautteet) ook voor Gent, Antwerpen, Keulen, Hamburg, Luxemburg, Londen, Parijs, Wenen en Buenos Aires.
In 2022 werd Stautemas geëerd bij het bloementapijt van Brussel; een herinterpretatie van zijn eerste ontwerp uit 1971 werd uitgevoerd ter gelegenheid van de vijftigste verjaardag van het bloementapijt.

## Zottegem
Etienne Stautemas was ook actief in het Zottegemse verenigingsleven. Hij was in 1960 oprichter van de vereniging Gilde der Macekliers, actief op cultureel gebied (toneel, zang ...). 
In de plaatselijke politiek startte hij bij de toenmalige CVP (thans CD&V), maar richtte later zelf een onafhankelijke groep op met enkele VLD- en Volksunie-leden. Hij was fractievoorzitter en ook enkele jaren schepen van Cultuur.
In 1995 werd hij Zottegems ereburger en ridder in de Orde van Sotto.